# Catadelpha foveata
Catadelpha foveata là một loài bướm đêm trong họ Noctuidae.